# Stelis chamaestelis
Stelis chamaestelis là một loài thực vật có hoa trong họ Lan. Loài này được (Rchb.f.) Garay & Dunst. miêu tả khoa học đầu tiên năm 1966.